# Brech
Brech ist eine französische Gemeinde mit 7057 Einwohnern (Stand: 1. Januar 2022) im Département Morbihan in der Region Bretagne. Sie gehört zum Arrondissement Lorient und zum Kanton Pluvigner. Die Einwohner heißen Bréchois(e).

## Geographie
Brech liegt an den Flüssen Crac’h und am Auray.
Umgeben wird Brech von den Nachbargemeinden Pluvigner im Norden, Plumergat und Pluneret im Osten, Auray und Crach im Süden, Ploemel im Südwesten, Locoal-Mendon im Westen und Landaul im Nordwesten.
Durch die Gemeinde führt die Route nationale 165.

## Geschichte
Von 1364 bis 1791 bestand hier ein Kartäuserkloster. Als Erinnerung an die Schlacht von Auray wurde 1382 von den Kartäusern ein Mahnmal errichtet.

## Bevölkerungsentwicklung
| Jahr                       | 1962 | 1968 | 1975 | 1982 | 1990 | 1999 | 2006 | 2010 | 2019 |
| Einwohner                  | 2922 | 2909 | 3079 | 3554 | 3990 | 4500 | 5948 | 6540 | 6660 |
| Quellen: Cassini und INSEE |      |      |      |      |      |      |      |      |      |

## Sehenswürdigkeiten

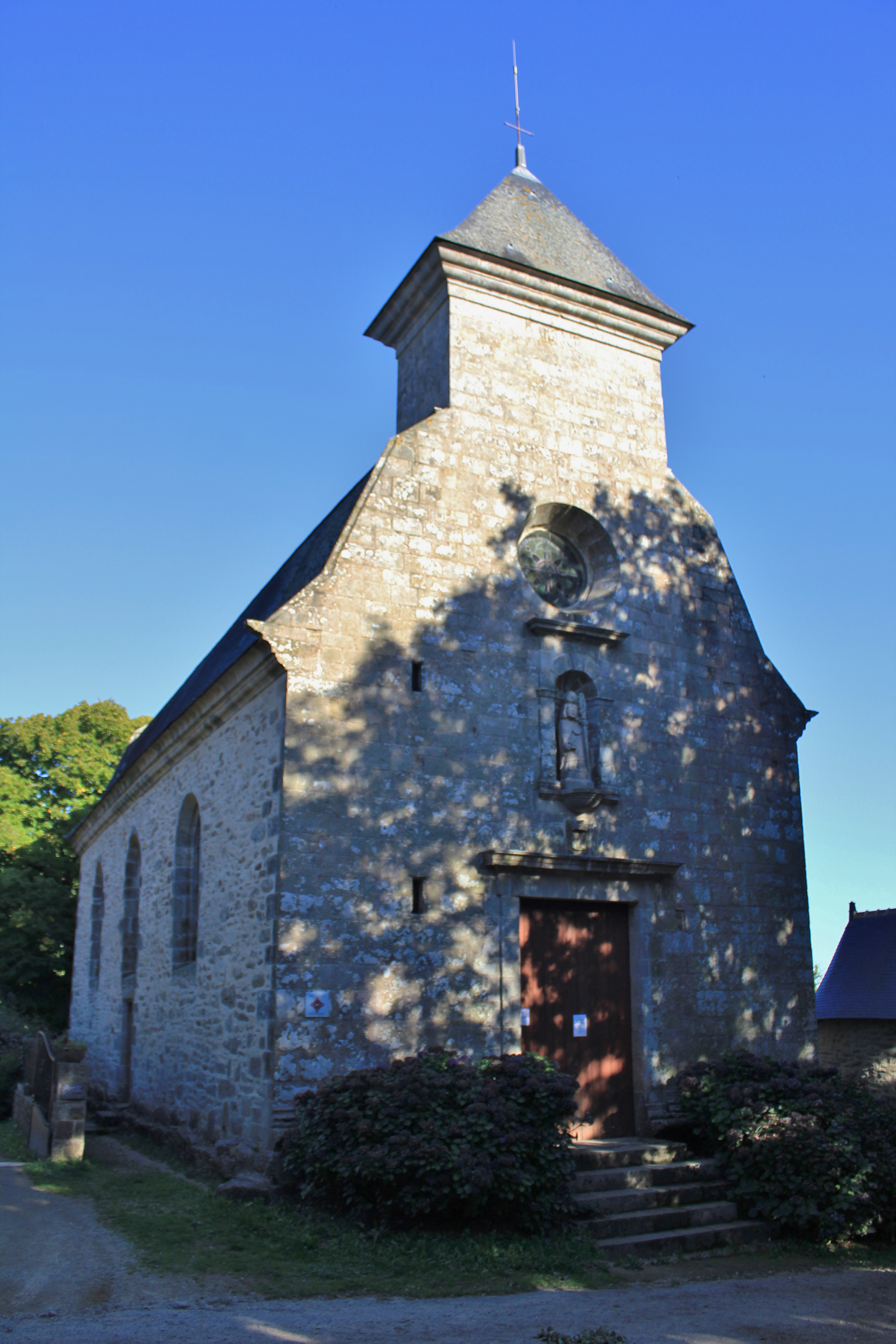
Kapelle Saint-Quirin

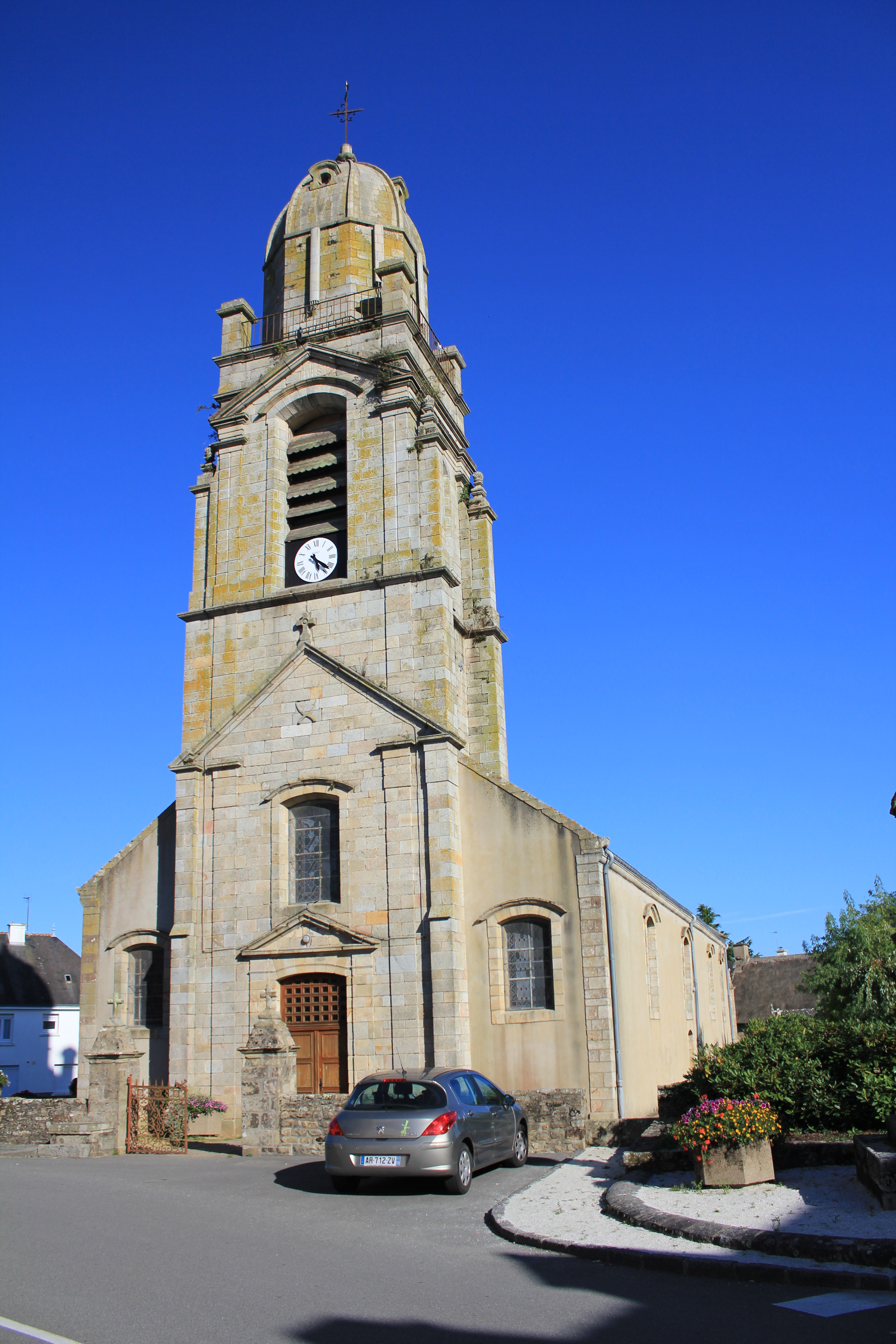
Kirche Saint-André

- Kirche Saint-André aus dem 12. Jahrhundert
- Kapellen
  - Saint-Quirin aus dem 17. Jahrhundert, seit 1993 Monument historique
  - Saint-Goal
  - Notre-Dame des Fleurs aus dem 18. Jahrhundert
  - Saint-Jacques, erbaut 1464, Monument historique seit 1946
  - Notre-Dame de Grâce aus dem 16. Jahrhundert, seit 1933 Monument historique
  - Notre-Dame de la Route, erbaut 1963
- Monumentalkreuz auf dem Friedhof von Brech aus dem 17. Jahrhundert, Monument historique seit 1934
- Mühlen am Estaing (aus dem 15. Jahrhundert) und von Treuroux
- römische Brücke zwischen den Ortschaften Kerglas und Kerberluet aus der gallorömischen Zeit

## Persönlichkeiten
- Georges Cadoudal (1771–1804), General der Chouans